# 옥수수밭의 아이들 (1984년 영화)
《옥수수밭의 아이들》(영어: Children of the Corn)은 미국에서 제작된 1984년 초자연 공포 영화이다. 프리츠 키어시의 감독 데뷔작이다. 스티븐 킹이 1977년에 발표한 동명 단편 소설에 기반하였다. 피터 호턴, 린다 해밀턴, 존 프랭클린 등이 출연하였고, 도널드 P. 보처스 등이 제작에 참여하였다.
평단으로부터 엇갈린 반응을 받았으나 추종 시청자층을 얻으면서 영화 시리즈 등 프랜차이즈가 파생되었다. 속편 《옥수수밭의 아이들 2》(1992)로 이어진다.
2020년 같은 단편 소설을 원작으로 하는 동명 리부트 극장용 영화가 제작돼 2023년 개봉하였다. 이는 옥수수밭의 아이들 영화 시리즈 열한 번째 작품에 해당하며, 얼레이나 캠포리스와 캘런 멀비 등이 출연하였다.

## 줄거리
옥수수밭이 끝없이 펼쳐진 네브래스카주 가상 마을 개틀린. 한 해 농사가 망하자 9살임에도 목사로 존중받던 아이작은 마을 아이들을 상대로 그림, 음악, 게임 등을 금지하는 컬트를 시작한다. 아이들은 이교도 신앙과 구약성경이 뒤섞인 풍요와 죽음의 신인 "옥수수밭 고랑 뒤를 걷는 자"(He Who Walks Behind The Rows)를 섬기게 된다. 곧 아이작과 부하 맬러카이는 아이들을 선동하여 한날한시에 개틀린 어른들을 전부 죽인다.
3년 뒤. 개틀린에서 도망치다가 걸린 조지프는 목을 베이고, 숨을 거두기 직전 비틀거리며 도로 위로 걸어나온다. 연인 사이인 내과의 버트와 비키는 시애틀로 향하는 길에 근처를 지나가던 중 조지프를 보지 못하고 차로 치고 만다. 
조지프의 죽음을 매듭짓기 위해 전화기를 찾던 버트와 비키는 딜의 주유소에 들린다. 아이들에게 급유하는 대가로 목숨을 부지한 개틀린 최후의 어른인 정비공 딜은 버트의 목숨을 살리기 위해 개틀린으로 가지 못하게 유도하는 대화를 한다. 딜을 못마땅하게 여긴 맬러카이는 버트와 비키가 떠나자마자 딜을 살해한다. 
결국 버트와 비키는 전화기를 찾아 개틀린에 도착하고, 집회에 참여하지 않는 조브와 예지 능력이 있는 여동생 세라를 만난다. 비키는 아이들에게 붙들려 인신공양용으로 십자가에 매달린다. 한편 교회에 회중을 모은 레이철은 19살이 된 에이머스 몸에 오각별 형태로 몸을 긋고 거기에서 흘러나온 피를 마시는 죽음의 의식을 진행한다. 신자들은 19살이 되는 첫 번째 날에 죽어서 옥수수밭의 신과 함께 해야 하기 때문이다. 교회에 들어간 버트는 레이철에게 찔린 뒤 아이들에게 뒤쫓기지만 조브가 숨겨준다.
아이작이 중요한 기름 공급원인 딜을 죽인 맬러카이를 질책하자 어느새 세력을 다 먹은 맬러카이가 반역을 일으키고 비키 대신 아이작을 희생하기로 한다. 아이작은 자신을 죽이면 신과 맺은 규약를 깨는 셈이 되며 신이 아이들을 벌할 거라고 경고하지만 맬러카이는 듣지 않는다.
아이작 희생 제의가 시작되자 빛나는 존재가 지면을 이동해 아이작 몸을 뒤덮고 붉게 변해 십자가를 폭발시킨다. 악마 "옥수수밭 고랑 뒤를 걷는 자"에게 빙의된 아이작은 괴이하게 변한 목소리로 말하면서 맬러카이의 목을 부러뜨리고, 곧 폭풍이 시작된다.
조브는 아이들이 한때 컬트를 위협했던 존재로 언급하는 "더 블루 맨"(The Blue Man)은 3년 전 옥수수밭의 신에게 대항할 방법을 성경 구절에서 알아냈던 호지키스 순경이라고 알려준다. 해당 성경 쪽을 소지하고 있던 조브가 이를 꺼내 보여주고, 비키는 거짓 신(false god)을 막으려면 옥수수밭을 불태워야만 한다는 결론을 내린다. 버트가 화염병을 던지자 불이 번지고, 버트, 비키는 조브, 세라를 데리고 걸어나간다.

## 출연
- 피터 호턴 - 버트 스탠턴 역
- 린다 해밀턴 - 비키 백스터 역
- 로비 카이거 - 조브 역 역
- 존 프랭클린 - 아이작 크로너 역
- 코트니 게인스 - 맬러카이 보드먼 역
- R. G. 암스트롱 - 딜, 노인 역
- 줄리 매덜리나 - 레이철 콜비 역
- 조너스 말로 - 조지프 역
- 존 필빈 - 리처드 "에이머스" 데이건 역
- 댄 스누크

## 제작
원작 작가 스티븐 킹 본인이 작성했던 각본 초안은 주인공 버트와 비키의 인물됨과 개틀린에서 아이들이 벌여온 반란의 역사에 초점을 두었다. 그러나 폭력 수위가 더 높고 접근성이 좋은 서사 구조를 갖춘 조지 골드스미스의 각본이 채택되었다.
각본을 쓴 조지 골드스미스는 영화 전체가 이란 혁명에 대한 은유라고 밝혔다. 영화 속 유사 종교 광신자들은 루홀라 호메이니와 그의 친위대를, 주인공 버트와 비키는 주이란 미국 대사관 인질 사건 미국인 인질들을 상징하며, 영화 주제는 종교 근본주의의 위험성을 폭로하는 것이다.
영화 촬영은 아이오와주에서 주로 이루어졌으며, 일부는 캘리포니아주 등에서도 촬영되었다.

## 기타 제작진
- 미술: 크레이그 스턴스
- 세트: 크리킷 롤런드